# Уди (Доктор Хто)
Уди (англ. Ood) — вигадана раса іншопланетян із телепатичними здібностями з багатосерійного науково-фантастичного телесеріалу «Доктор Хто». Згідно з серіалом, вони живуть у далекому майбутньому (близько 42 століття).
Уди зображуються як раса рабів з мирним світоглядом, але вони дуже чутливі до згубного зовнішнього впливу. Пізніше, вони були звільнені від рабства в епізоді Кінець часу та стали розвинутою цивілізацією, хоча Доктор і вважає це неможливим в такий короткий період часу — лише 100 років.

## Фізичні характеристики
Уди виглядають як гуманоїди з щупальцями на нижніх частинах свого обличчя. Уди є телепатами, тому їм потрібна «сфера-перекладач», щоб спілкуватися з не здатними до телепатії істотами. Сфера підключена до удів через трубку, яка спочатку приєднувала їхній мозок до тіла. Люди майбутнього видалили цей мозок і зафіксували на його місці сферу-перекладач. Судячи з їхнього зовнішнього вигляду, в удів відсутня гендерна диференціація, хоча Доктор, здається, може визначити їх стать. Коли Донна Ноубл звертається до вмираючого уда як «воно», Доктор відповідає, що уд «він», а не «воно». Уди говорять, що їм не потрібні жодні імена чи назви, оскільки вони підключені до колективного розуму і функціонують як одне ціле, але у них є позначення, дані їм людьми, такі як «Уд 1 Альфа 1» або «Уд Сигма», щоб розрізняти їх. Уди також є емпатами, розділяючи між собою низькорівневий телепатичний зв'язок. Інші істоти сприймають їхнє телепатичне поле як спів. Ця здатність робить їх чутливими до телепатичного контролю, а також у декількох епізодах показано, що ними керує сильніша телепатична сила. Уди є частиною релігійного ордену Тиша. До того ж вони знають ім'я Доктора, заспіваючи його у «Планеті удів».

## Вигадана історія
Уди вперше з'являються у другому сезоні в серії «Неможлива планета». Упродовж епізоду було показано, що люди використовують їх як расу рабів для всілякої чорної роботи. Їх описують як добровільних рабів, що не мають власних цілей, окрім як виконувати накази та обслуговувати інших. Також стверджують, що вони не можуть піклуватися про себе, і якщо вони не виконуватимуть наказів, то загинуть. В епізоді також функціонує група під назвою «Друзі удів» які протистоять рабству та прагнуть свободи для них.
Згідно з «Official Doctor Who Annual 2007» уди живуть на планеті в туманності Кінська Голова, де ними керує колективний розум, який був зруйнований колоніями людей. Книга «Doctor Who: Creatures and Demons», написана командою BBC, говорить, що уди прийшли з планети Уд-Сфера. Уд-Сфера знаходиться поблизу планети Сенсо-Сфера, де проживають сенсорити, які схожі з удами розумово і фізично. Втративши колективний розум, уди запропонували себе в ролі рабів для людей-колоністів.
Десятий Доктор і Роуз Тайлер натикаються на велику кількість удів, що супроводжують експедицію людей до Неможливої планети. Емпатичний характер удів зробив їх чутливими до психічного контролю Звіра на базі «Легіон». У одержимих удів очі ставали червоними, також вони починали вбивати людей, кидаючи сфери-перекладачі, які вбивали їх електричним струмом. Наприкінці епізоду, Доктор був змушений пожертвувати удами, що вижили, закинувши їх до чорної діри навколо планети, тому що у нього не було часу, щоб врятувати їх та людський екіпаж.
Уди повертаються в четвертому сезоні в епізоді «Планета удів», де було встановлено, що насправді вони не були народженими, щоб служити, як поневолена раса. Сфери-перекладачі удів фактично замінили їхній допоміжний мозок, який містив інформацію про їхню індивідуальність. Доктор успішно визволяє удів, випустивши їхній колективний розум, що з'єднує всіх удів через телепатичний зв'язок. Колективний розум був ув'язнений понад 200 років корпорацією «Ood Operations», що перетворювала удів на рабів. В цьому епізоді в удів знову з'являються червоні очі, не з волі колективного розуму. Після звільнення, уди з усього Всесвіту повертаються до Уд-Сфери. Під час перебування там, Уд Сигма звертається до Донни Ноубл, як «Доктор-Донна» і передбачає, що «пісня» Доктора незабаром закінчиться.
Уд Сигма повертається в спеціальному епізоді 2009—2010 «Води Марса», де він з'являється в кінці епізоду, зі спробою зв'язатися з Доктором.
Уди також з'являються в наступному епізоді з двох частин «Кінець часу». У цьому епізоді, Десятий Доктор, нарешті, приймає повідомлення і повертається на Уд-Сферу через 100 років (згідно з їхньою часовою лінією) після звільнення Уда Сигми в «Планеті удів». Доктор зауважує, що їхня цивілізація розвивається занадто швидко, і, що уди розвинули здатність побачити і спроэктувати себе крізь сам час. Уди показують, що наслідком часу є «кровотеча», і уд-старійшина показує Доктору сни і розповідає пророцтва. Наприкінці другої частини, Уд Сигма з'являється знову до Доктора і допомагає йому повернутися до своєї TARDIS, щоб завершити його регенерацію в Одинадцятого Доктора.
Один уд на прізвисько Племінник з'явився в шостому сезоні в епізоді «Дружина Доктора». Племінник був під впливом іншопланетної сутності — Дім. Племінник був убитий, коли Доктор та Ідріс приземлилися в TARDIS в тому самому місці, де він стояв. Доктор зазначає, що Племінник був «другим удом, якого мені не вдалося врятувати». Очі Племінника світилися зеленим, коли він був під чужим контролем, на зміну грізного червоного як це було в попередніх епізодах за участю раси.
У мініепізоді «Смерть — це єдина відповідь», відомий вчений Альберт Ейнштейн перетворюється на червоноокого уда після прийому таємничої рідини. Контрольований уд повторює фразу «Смерть — це єдина відповідь», перш ніж перетворитись назад в Ейнштейна.
Сцена зустрічі Одинадцятого Доктора та Уда Сигми була вирізана з епізоду «Хороша людина йде на війну». Рассел Ті Девіс все ще вказаний в титрах наприкінці, незважаючи на те, що його роботу вирізали.
У мінісеріалі «Життя Пондів», один уд, що загубився в TARDIS, бродить в будинку Емі та Рорі. Уд є їхнім дворецьким протягом декількох днів, поки Доктор не забирає його і не повертає на Уд-Сферу.
Уд і сікоракс (разом названі «Бонні та Клайдом») знаходяться у тій же в'язниці-метеориті, де була ув'язнена Тринадцятий Доктор у новорічному спецвипуску «Революція далеків».

## Появи

### Телебачення
- «Неможлива планета» / «Темниця сатани» (2006)
- «Планета удів» (2008)
- Кінець часу (2009—2010)
- «Дружина Доктора» (2011)

#### Камео
- «Води Марса» (2009)
- «Учень чародія» (2015)
- «Зустрінь ворона» (2015)
- «Революція далеків» (2021)

### Мініепізоди
- «Смерть — це єдина відповідь» (2011)
- «Життя Пондів» (2012)[5]

### Романи
- «Акт зникнення» (2008)
- «Крадіжка» (2018)

### Аудіоп'єси
- «В'язень удів» (2018)
- «Заклик до мертвих» (2018)
- «Блискуча нагорода» (2018)
- «Гріхи батька» (2018)

### Відеоігри
- Ood Escape (2006)
- Escape the Silence (2011)